# Solntsevia nigripes
Solntsevia nigripes är en tvåvingeart som beskrevs av Boris Mamaev 1965. Solntsevia nigripes ingår i släktet Solntsevia och familjen gallmyggor. Arten är reproducerande i Sverige. Inga underarter finns listade i Catalogue of Life.